# 바다 갈라짐 현상

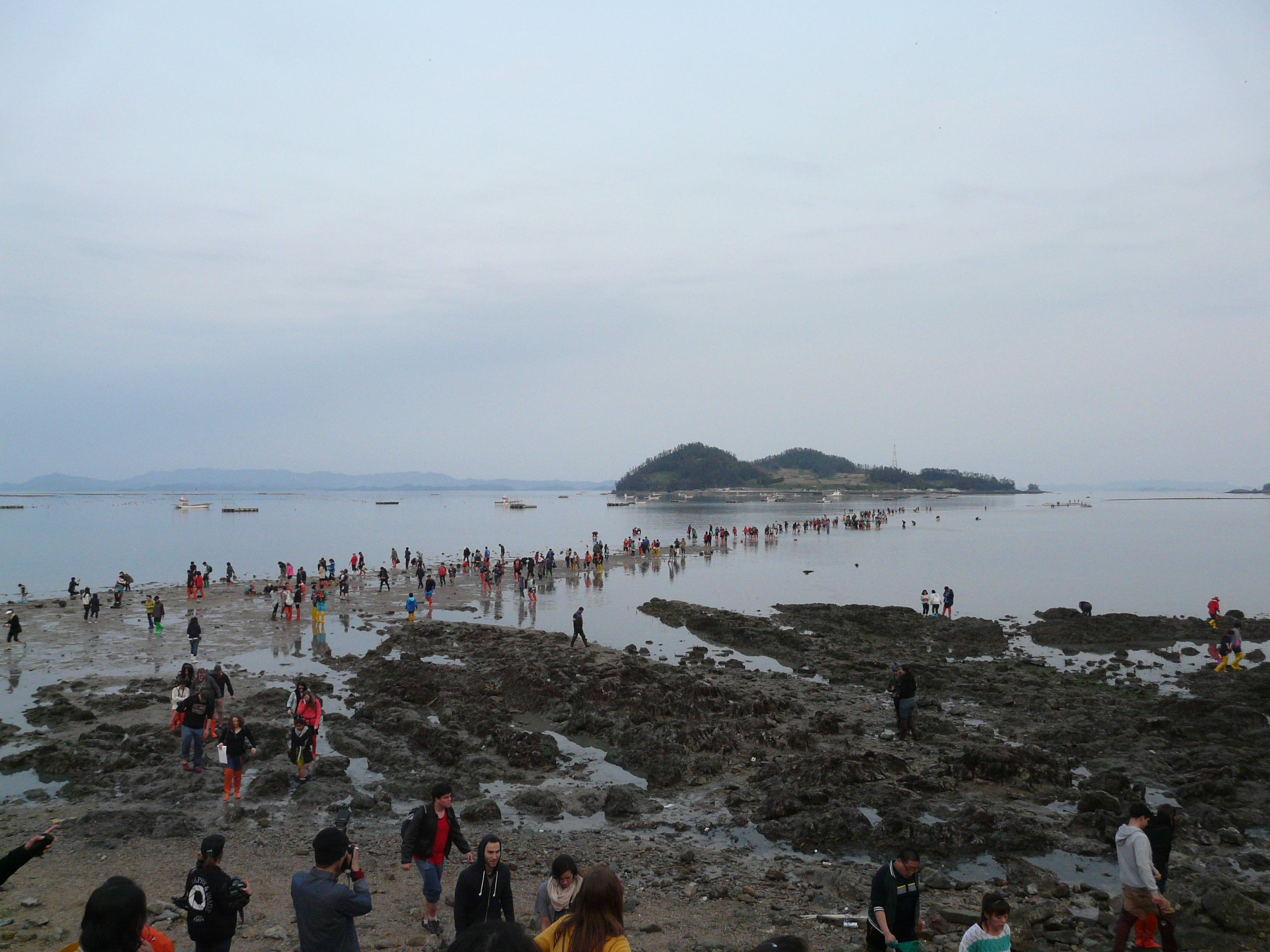
진도바다갈라짐

바다 갈라짐 현상(해할, 海割, Sea Parting 또는 Crossing the Sea)은 조석의 저조시에 주위보다 높은 해저 지형이 해상으로 노출되어, 바다가 갈라진 것 같아 보이는 현상이다. 모세의 기적, 신비의 바다길, 신비의 바닷길 등으로도 부른다.

## 지역

### 대한민국
국립해양조사원에 따르면, 대한민국에서 바다가 갈라지는 곳(바다 갈라지는 곳)은 총 11곳이다. 이렇게 대한민국에 바다가 갈라지는 곳이 많은 이유는, 대한민국의 남해안이나 서해안은 고조와 저조의 조차가 다른 나라보다 크기 때문이다.
- 경기도 화성시 서신면 송교리 - 제부도
- 경상남도 창원시 진해구 명동 동섬
- 경상남도 통영시 한산면 매죽리 소매물도 - 등대섬
- 인천광역시 옹진군 덕적면 소야리 소야도
- 인천광역시 중구 무의동 실미도
- 전라남도 고흥군 남양면 남양리 우도
- 전라남도 여수시 화정면 사도[3]
- 전라남도 진도군 고군면 금계리(회동리) 앞바다 - 전라남도 진도군 의신면 모도리 모도 (진도 신비의 바닷길 축제)
- 전라북도 부안군 변산면 마포리 하도(하섬. 변산반도)
- 제주특별자치도 서귀포시 강정동 서건도
- 충청남도 보령시 웅천읍 관당리 무창포해수욕장 - 석대도
- 충청남도 서산시 대산읍 웅도리 웅도

이외에도 국립해양조사원이 아직 조사하지 않은 곳이 많이 있다.

### 일본
- 엔젤로드가 대표적으로 바다가 갈라지는 현상이 자주 일어난다.

## 같이 보기
- 모세의 기적